# Лесное (Ленинградская область)
Лесно́е — посёлок сельского типа Куйвозовского сельского поселения Всеволожского района Ленинградской области.

## История
Посёлок Лесное обозначался на картах конца XX века, однако официальное название и статус ему были присвоены 18 июня 2007 года постановлением Правительства РФ «О присвоении наименований географическим объектам в Костромской, Ленинградской, Московской, Мурманской, Нижегородской и Тамбовской областях». Ранее здесь находился военный городок № 14. 
13 октября 2004 года объекты социальной инфраструктуры Ольгинской квартирно-эксплуатационной части были переданы в ведение Всеволожского района. Это 13 жилых домов, клуб, медпункт, детский сад-ясли, школа, баня, прачечная, а также инженерная инфраструктура.

## География
Посёлок расположен в северной части района на автодороге А120 (Санкт-Петербургское северное полукольцо, бывшая 41А-189 «Магистральная» (Р21 — Васкелово — А121 — А181)).
Посёлок находится к западу от деревни Лемболово, посёлка Стеклянный и Лемболовского озера.
С севера к посёлку примыкает подъездной путь от железнодорожной линии Санкт-Петербург — Приозерск.

## Демография
| 2010 | 2017  |
| ---- | ----- |
| 1194 | ↘1071 |

Национальный состав
Согласно данным Всероссийской переписи населения 2021 года в посёлке проживали 1120 человек, из них:
 русские — 1047 человек, украинцы — 22, азербайджанцы — 12, белорусы — 10, даргинцы — 6, осетины — 3, татары — 2, башкиры — 1, молдаване — 1, узбеки — 1, финны — 1, цыгане — 1,  другие национальности — 3 человека, остальные национальность не указали.

## Транспорт
Посёлок связывает со станцией Васкелово маршрут № 611, протяжённостью 10,4 км.
С Санкт-Петербургом посёлок связывает автобусный маршрут № 690 до ст. метро  «Проспект Просвещения».

## Инфраструктура
В посёлке 3 дома 1959 года постройки, 8 домов 1960—1965 года постройки и 2 дома 1989 года постройки. Этажность: 1 дом двухэтажный, 10 домов трехэтажных, 2 дома пятиэтажных.